# 儀行父
仪行父，春秋时期陈国大夫。
前600年（周定王七年、鲁宣公九年、楚庄王十四年、陈灵公十四年），陈灵公、孔寧、仪行父与夏姬通奸，都把夏姬的汗衣贴身穿着，而且在朝廷上开玩笑。大夫泄冶进谏。陈灵公把他的话告诉孔宁、仪行父。孔宁、仪行父请求杀死泄冶，陈灵公不加禁止，于是泄冶被杀。前599年（周定王八年、鲁宣公十年、楚庄王十五年、陈灵公十五年）陈灵公、孔宁、仪行父在夏姬的儿子夏征舒家喝酒。陈灵公对仪行父说：“夏征舒长得像你。”仪行父回答说：“也像国君。”夏征舒非常愤恨。在陈灵公出去时，夏征舒从马房里用箭射死了他。孔宁、仪行父逃亡到楚国。前598年（周定王九年、鲁宣公十一年、楚庄王十六年、陈成公元年）十月，楚庄王伐陈，杀死夏征舒。将公孙宁（孔宁）、仪行父送回陈国。《汉书·古今人表》将他定位九等下下。